# GIRLS' GENERATION 〜LOVE & PEACE〜 Japan 3rd Tour
「GIRLS' GENERATION 〜LOVE & PEACE〜 Japan 3rd Tour」（ガールズ・ジェネレーション・ラブ・アンド・ピース・ジャパン・サード・ツアー）は、2014年12月24日にNAYUTAWAVE RECORDSから発売された少女時代のライブ映像作品である。
発売初週のオリコン集計売り上げはDVDが18,442枚、Blu-rayが18,515枚（合計36,957枚）であった。
2015年2月22日までのオリコン集計累計売り上げはDVDが25,701枚、Blu-rayが20,878枚（合計46,579枚）である。

## 概要
2014年4月から開催され全国7ヶ所17公演、約20万人の観客を動員した、日本3度目のライブツアーから東京・国立代々木競技場第一体育館の公演を収録。初回盤は 三方背ケース仕様、44P写真集ブックレットのほか、特典映像として各公演日からのダイジェスト「Tour Diary」とファイナル公演日のドキュメント映像を収録。広島、神戸は「リンガ・フランカ」の披露がなかった。

## 収録曲
- 通常盤、初回限定盤共通内容
  1. motorcycle
  2. Gossip Girls
  3. GALAXY SUPERNOVA
  4. FLOWER POWER
  5. you-aholic
  6. Karma Butterfly
  7. THE GREAT ESCAPE
  8. LIPS
  9. My oh My
  10. DO THE CATWALK
  11. リンガ・フランカ
  12. Europa
  13. Girls & Peace
  14. Time Machine
  15. Not Alone
  16. ALL MY LOVE IS FOR YOU
  17. GENIE
  18. PAPARAZZI
  19. Mr.Mr. (Japanese ver.)
  20. BEEP BEEP
  21. FLYERS
  22. Gee
  23. LOVE & GIRLS
  24. Everyday Love

- ENCORE
  1. MR.TAXI
  2. I GOT A BOY
  3. blue jeans
  4. Stay Girls

- 特典映像（初回限定盤のみ）
  - Tour Diary
  - Documentary “2014 Tour Final Day”